# Bertil Karlsson (skådespelare)
Bertil Sture Karlsson, född 5 oktober 1927 i Göteborg, död 19 september 2018 i Hässelby distrikt, var en svensk skådespelare. Han var elev vid Norrköping-Linköping stadsteaters elevskola 1949–1952. 
Karlsson bytte senare namn till Bertil Källhed. Han var gift med skådespelaren Sif Sterner. De är begravda på Skogskyrkogården i Stockholm.

## Filmografi
- 1950 – Motorkavaljerer
- 1952 – Åsa-Nisse på nya äventyr
- 1960 – På en bänk i en park

## Teater

### Roller
| År   | Roll                                        | Produktion                                                                    | Regi                        | Teater                            |
| ---- | ------------------------------------------- | ----------------------------------------------------------------------------- | --------------------------- | --------------------------------- |
| 1949 |                                             | Född i går Garson Kanin                                                       | Ernst Eklund                | Lisebergsteatern                  |
| 1949 |                                             | Edwards barn Marc-Gilbert Sauvajon, Frederick J. Jackson och Roland Bottomley | Stig Roland                 | Norrköping-Linköping stadsteater  |
| 1949 |                                             | Cæsar och Cleopatra George Bernard Shaw                                       | Johan Falck                 | Norrköping-Linköping stadsteater  |
| 1949 |                                             | Radiobragden Charlotte B Chorpenning                                          | Pär-Edward Wahlgren         | Norrköping-Linköping stadsteater  |
| 1950 |                                             | Utanför dörren Wolfgang Borchert                                              | Johan Falck                 | Norrköping-Linköping stadsteater  |
| 1950 |                                             | Tripp, Trapp, Troll Josef Halfen                                              | Pär-Edward Wahlgren         | Norrköping-Linköping stadsteater  |
| 1950 |                                             | Mannen Mel Dinelli                                                            | Per Gerhard                 | Norrköping-Linköping stadsteater  |
| 1950 |                                             | De rättrådiga Albert Camus                                                    | Johan Falck                 | Norrköping-Linköping stadsteater  |
| 1950 |                                             | Äventyr på Angantyr Sune Bergström                                            | Pär-Edward Wahlgren         | Norrköping-Linköping stadsteater  |
| 1950 |                                             | Hamlet William Shakespeare                                                    | Johan Falck                 | Norrköping-Linköping stadsteater  |
| 1951 |                                             | Sällskapsresan Leck Fischer                                                   | Thore Wallengren            | Norrköping-Linköping stadsteater  |
| 1951 |                                             | Rött månsken Melchior Lengyel och Marc-Gilbert Sauvajon                       | Johan Falck                 | Norrköping-Linköping stadsteater  |
| 1951 |                                             | Robespierre Rudolf Värnlund                                                   | Johan Falck                 | Norrköping-Linköping stadsteater  |
| 1952 |                                             | Tiger-Harry Tore Zetterholm                                                   | Johan Falck                 | Norrköping-Linköping stadsteater  |
| 1952 |                                             | Drömresan Gunnar Falk                                                         | Sture Ericson               | Norrköping-Linköping stadsteater  |
| 1952 | Roland                                      | Askungen Charlotte B Chorpenning                                              | Sture Ericson               | Norrköping-Linköping stadsteater  |
| 1952 | Lord Battersby                              | Lorden från gränden L Arthur Rose och Noel Gay                                | Nils Poppe                  | Norrköping-Linköping stadsteater  |
| 1953 |                                             | Peer Gynt Henrik Ibsen                                                        | Johan Falck                 | Norrköping-Linköping stadsteater  |
| 1953 | Wint Selby                                  | Ljuva ungdomstid Eugene O’Neill                                               | Rune Carlsten               | Norrköping-Linköping stadsteater  |
| 1953 |                                             | Skattkammarön Robert Louis Stevenson                                          | Sture Ericson               | Norrköping-Linköping stadsteater  |
| 1953 | Robert                                      | Tolvskillingsoperan Bertolt Brecht och Kurt Weill                             | John Zacharias              | Norrköping-Linköping stadsteater  |
| 1953 | Molvik                                      | Vildanden Henrik Ibsen                                                        | Ingrid Luterkort            | Norrköping-Linköping stadsteater  |
| 1954 | Matros McIntosh                             | Måsar över Sorrento Hugh Hastings                                             | John Zacharias              | Norrköping-Linköping stadsteater  |
| 1954 | Sune Stark                                  | Sagan Hjalmar Bergman                                                         | Olof Thunberg               | Norrköping-Linköping stadsteater  |
| 1954 | Leander                                     | Henrik och Pernille Ludvig Holberg                                            | Ingrid Luterkort            | Norrköping-Linköping stadsteater  |
| 1954 | Sergeant Gregovich                          | Thehuset Augustimånen John Patrick                                            | Olof Thunberg               | Norrköping-Linköping stadsteater  |
| 1955 | Gustave                                     | Lilla Helgonet Henri Meilhac, Albert Millaud och Florimond Hervé              | Olof Thunberg               | Norrköping-Linköping stadsteater  |
| 1955 | Dunderkarlsson                              | Pippi Långstrump Astrid Lindgren                                              | Bertil Norström             | Norrköping-Linköping stadsteater  |
| 1955 | Konstapel Warren                            | Vår lilla stad Thornton Wilder                                                | Ingrid Luterkort            | Norrköping-Linköping stadsteater  |
| 1955 | Lucentio                                    | Så tuktas en argbigga William Shakespeare                                     | John Zacharias              | Norrköping-Linköping stadsteater  |
| 1955 | Benny                                       | Frisöndag Leck Fischer                                                        | Ingrid Luterkort            | Norrköping-Linköping stadsteater  |
| 1955 | Joe Scanlon                                 | Äktenskapsmäklerskan Thornton Wilder                                          | Olof Thunberg               | Norrköping-Linköping stadsteater] |
| 1955 |                                             | Vill ni leka med mej? Marcel Achard och Georges Vian Parys                    | John Zacharias              | Norrköping-Linköping stadsteater  |
| 1956 | Ejnar Blom                                  | Vår ofödde son Vilhelm Moberg                                                 | Kurt-Olof Sundström         | Norrköping-Linköping stadsteater  |
| 1956 | Ior                                         | Nalle Puh och hans vänner A.A. Milne                                          | Bertil Norström             | Norrköping-Linköping stadsteater  |
| 1957 | Bell                                        | Dårskapens timme Anna Bonacci                                                 | Åke Engfeldt                | Helsingborgs stadsteater          |
| 1957 | Prinsen                                     | Per Svinaherde Ivar Hallström och Henrik Christiernsson                       | Bernt Callenbo              | Helsingborgs stadsteater          |
| 1957 | Harlekin                                    | Ut med narren! J.B. Priestley                                                 | Johan Falck                 | Helsingborgs stadsteater          |
| 1957 | Rikard Roger                                | Brott i sol Staffan Tjerneld                                                  | Bertil Norström             | Helsingborgs stadsteater          |
| 1957 | Biskopen                                    | Nationalmonumentet Tor Hedberg                                                | Rolf Carlsten               | Helsingborgs stadsteater          |
| 1958 | Bertrand de Poulengey Broder Martin Ladvenu | Sankta Johanna George Bernard Shaw                                            | Johan Falck                 | Helsingborgs stadsteater          |
| 1958 | Antonio                                     | Figaros bröllop eller Den uppochnervända dagen Pierre de Beaumarchais         | Johan Falck                 | Helsingborgs stadsteater          |
| 1958 | Jimmy                                       | Tolvskillingsoperan Bertolt Brecht och Kurt Weill                             | Johan Falck                 | Helsingborgs stadsteater          |
| 1958 | Walter Dupont                               | Auguste Raymond Castans                                                       | Lennart Olsson              | Helsingborgs stadsteater          |
| 1959 | Lucentio                                    | Så tuktas en argbigga William Shakespeare                                     | Johan Falck Edvin Adolphson | Helsingborgs stadsteater          |
| 1959 | Romanoff                                    | Romanoff och Julia Peter Ustinov                                              | Lennart Olsson              | Helsingborgs stadsteater          |
| 1959 | Juryman 2                                   | Tolv edsvurna män Reginald Rose                                               | Johan Falck                 | Helsingborgs stadsteater          |

## Bilder

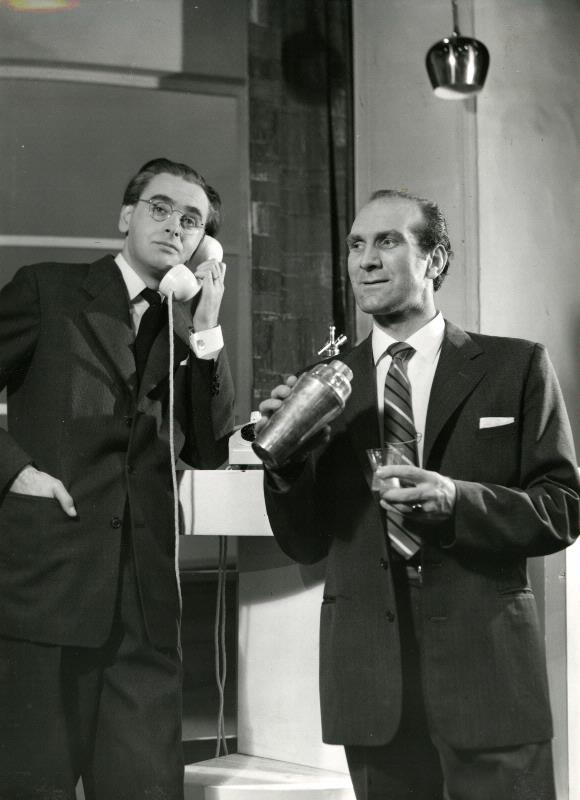
Bertil Karlsson och Olof Lindfors i Brott i sol på Helsingborgs stadsteater 1957.